# Luciogobius brevipterus
Luciogobius brevipterus är en fiskart som beskrevs av Chen 1932. Luciogobius brevipterus ingår i släktet Luciogobius och familjen smörbultsfiskar. Inga underarter finns listade i Catalogue of Life.